# 凱莉·克萊森
凯莉·布里安娜（1982年4月24日—），艺名凯莉·克拉克森（英語：Kelly Clarkson），美国女歌手、词曲作家、电视名人。克拉克森在2002年《美國偶像》第一季夺冠后一举成名，并赢得了RCA唱片的合约。她的首支单曲〈A Moment Like This〉在美国公告牌百强单曲榜上夺冠，并成为2002年美国最畅销的单曲。这首歌收录在她的首张录音室专辑《谢谢你的爱》（2003年）中，该专辑在公告牌二百强专辑榜上空降冠军。为了重塑形象，克拉克森与《美国偶像》的经纪人员分道扬镳，在她的第二张录音室专辑《美梦成真》（2004年）中转向流行摇滚，在四首热门单曲（同名歌曲、〈不告而別〉、〈Behind These Hazel Eyes〉和〈Because of You〉）的支持下，专辑在全球售出超过1,200万张，并赢得两项格莱美奖。
克拉克森在第三张录音室专辑《十二月天》（2007年）进一步参与了创作，她共同创作了所有的曲目并担任执行制作人。然而，唱片公司对专辑中较黑暗的摇滚乐并不满意，不愿对专辑过多推广。克拉克森的第四和第五张录音室专辑《非要不可》（2009年）和《坚定不移》（2011年）重拾流行摇滚，氛围更加轻松。《非要不可》是她第二张美国冠军专辑，主打歌〈My Life Would Suck Without You〉创造了公告牌百强单曲榜跃居至第一名的最大跨度记录。《坚定不移》让她成为首位两次获得格莱美奖最佳流行专辑的歌手，主打歌〈坚定不移〉是她全球最畅销的单曲。随后，克拉克森成为第一位发行当年度最畅销圣诞专辑《紅色耶誕》（2013年）的美国女歌手，其中歌曲〈Underneath the Tree〉取得重要成功。她的第七张录音室专辑《愛情拼圖》（2015年）在美国排行榜空降冠军，而其同名歌曲进入了排行榜前十。2016年，克拉克森离开RCA转而与大西洋唱片签约，随后她发行了《生命真諦》（2017年）、《聖誕降臨》（2021年）、《化学反应》（2023年）。
克拉克森在全球范围内售出了超过2,500万张专辑和4,500万首单曲。她在美国有11首前十名单曲，在英国、加拿大和澳大利亚有9首前十名单曲。她是史上首位在美国《公告牌》杂志的流行、当代成人、乡村和舞曲榜单上均有歌曲夺冠的歌手。克拉克森担任了《美国之声》第14—21季的导师，并从2019年开始主持她自己的脱口秀节目《凯莉·克拉克森秀》。克拉克森获奖众多，获得了三项MTV音乐录影带大奖，四项全美音乐奖，两项乡村音乐学院奖，以及三项日间艾美奖。《公告牌》将克拉克森誉为“流行音乐最伟大的歌手之一”，并授予她力量奖。VH1将她排在“音乐界100位最伟大的女性”名单的第19位。

## 早年生活与事业

### 1982年—2001年：早年生活与事业起步
凯莉·克拉克森出生于德克萨斯州沃思堡，母亲是小学英语老师珍妮·安·克拉克森；父亲是前工程师斯蒂芬·迈克尔·克拉克森。她拥有爱尔兰、希腊和德国血统，是家中的幺女，有一个哥哥和姐姐。凯莉的父母在她6岁时结束了17年的婚姻，她的哥哥与父亲同住，姐姐与姨母同住，而凯莉则与母亲同住。经过多次搬迁，凯莉最终与母亲和继父安顿于伯利森。克拉克森在美南浸信会长大。她谈到自己的成长经历时说：“我的家庭非常保守，我不得不在周日和周三去教堂。我一直在教会里长大，是青年小组的负责人。我一直在离教会很近的地方长大，和上帝在一起。”
克拉克森在波利娜·休斯中学读七年级时，学校的合唱团老师辛西娅·格伦在走廊里无意中听到她的歌声，邀请她参加学校合唱团的试镜。克拉克森告诉老师，自己从未接受过任何专业的声乐训练。克拉克森于2000年毕业于伯利森高中，在就读期间演出了几部音乐剧。克拉克森开始接受声乐训练，希望获得音乐方面的大学奖学金。
高中毕业后，克拉克森拒绝了大学的奖学金。她说：“我已经写了很多音乐，想自己尝试。我觉得什么时候上大学都不会晚。”她做几份工作来制作Demo，录制素材并试图将其推销给唱片公司，但她没有得到什么回应。克拉克森拒绝了Jive唱片和新視鏡唱片的合约，她说：“他们只会完全轻率地把我当作‘泡泡糖’艺人，我有足够的信心，更好的东西会出现的。”2001年，她前往洛杉矶，从事音乐事业。她在一些电视剧中演龙套，并与音乐家格里·戈芬短暂合作录制了五首Demo，以寻求唱片合约。根据克拉克森的说法，她早期开始音乐事业的尝试失败了，因为她被几乎所有美国唱片公司拒绝，因为歌曲听起来“太黑暗了”。克拉克森那时缺乏其他就业机会，公寓又着火；所以她不得不回到伯利森，当起红牛饮料推销员、喜剧俱乐部的电话推销员和鸡尾酒吧服务员。

### 2002—2003年：参加《美国偶像》和专辑《谢谢你的爱》

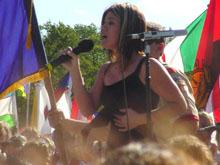
2002年9月11日，克拉克森在赢得《美国偶像》后，在美国华盛顿哥伦比亚特区林肯纪念堂表演

克拉克森回到伯利森后，受到朋友的鼓励，报名参加了2002年5月的首季《美国偶像》的海选。尽管克拉克森获得了一张“金票”，进入下一轮，但她在节目第二集才露面。在2012年的一次采访中，克拉克森将首季称为“聚集区”，并解释说：“我们那一季里，大家就像营地里的孩子一样，没有人知道该怎么做。节目每天都在变化，他们在英国做了一季《流行偶像》，但美国是非常不同的市场。他们把我们送到一个商场，对我们说找一些衣服在国家电视台穿。我可能是你能找到的最接近白人垃圾的人。我该买什么？白裤子吗？我看起来确实像个鸡尾酒吧服务员。”克拉克森于2002年9月4日在柯達劇院获得了《美国偶像》冠军，以58%的得票率赢了亚军贾斯汀·瓜里尼。
| 《美国偶像》第一季表演节目及结果 | 《美国偶像》第一季表演节目及结果 | 《美国偶像》第一季表演节目及结果            | 《美国偶像》第一季表演节目及结果        | 《美国偶像》第一季表演节目及结果 | 《美国偶像》第一季表演节目及结果 |
| 周数                             | 主题                             | 演唱曲目                                    | 原唱歌手                                | 次序                             | 结果                             |
| -------------------------------- | -------------------------------- | ------------------------------------------- | --------------------------------------- | -------------------------------- | -------------------------------- |
| 海选                             | 达拉斯                           | Express Yourself At Last                    | 麦当娜 格伦·米勒和乐团                  | 不適用                           | 晋级                             |
| 121强                            | 好莱坞第1轮                      | Respect                                     | 奧蒂斯·雷丁                             | 不適用                           | 晋级                             |
| 65强                             | 好莱坞第2轮                      | I Say a Little Prayer                       | 迪翁·沃里克                             | 不適用                           | 晋级                             |
| 45强                             | 好莱坞第3轮                      | Save the Best for Last                      | 凡妮莎·威廉斯                           | 不適用                           | 晋级                             |
| 30强                             | 半决赛/第2组                     | Respect                                     | 奧蒂斯·雷丁                             | 9                                | 晋级                             |
| 10强                             | 摩城唱片                         | You're All I Need to Get By                 | 马文·盖伊和塔米·特雷尔                  | 8                                | 安全                             |
| 8强                              | 1960年代                         | (You Make Me Feel Like) A Natural Woman     | 艾瑞莎·弗兰克林                         | 5                                | 安全                             |
| 7强                              | 1970年代                         | Don't Play That Song (You Lied)             | 本·E·金                                 | 5                                | 安全                             |
| 6强                              | 大乐团                           | Stuff Like That There                       | 贝蒂·赫顿                               | 6                                | 安全                             |
| 5强                              | 伯特·巴卡拉克的爱情歌曲          | Walk On By                                  | 迪翁·沃里克                             | 1                                | 安全                             |
| 4强                              | 1980年代 1990年代                | It's Raining Men I Surrender                | The Weather Girls 席琳·迪翁             | 3 7                              | 安全                             |
| 3强                              | 节目选曲 评委选曲                | Think Twice Without You                     | 席琳·迪翁 壞手指樂隊                    | 3 6                              | 安全                             |
| 2强                              | 决赛                             | A Moment Like This Respect Before Your Love | 凯莉·克拉克森 奧蒂斯·雷丁 凯莉·克拉克森 | 2 4 6                            | 冠军                             |

克拉克森在夺冠后，立即与RCA唱片、19唱片、S唱片签约，并与创造《美国偶像》的经纪人西蒙·富勒和音乐大亨克莱夫·戴维斯签约，后者她的首张专辑的执行制作人。2002年8月17日，克拉克森发行首张暨双A面单曲〈Before Your Love〉/〈A Moment Like This〉，这两首歌都是克拉克森在《美国偶像》的季末决赛中演唱的。〈A Moment Like This〉在《公告牌》百强单曲榜空降第60位，下一周攀升到52位，再下周登顶榜首。此番上升至榜首的跨度打破了披头士乐队38年前创下的纪录。单曲也是2002年美国最畅销的单曲。
克拉克森的首张专辑《谢谢你的爱》于2003年4月15日发行。这张专辑包含了流行、当代R&B和福音音乐元素，瑞特·劳伦斯、黛安娜·沃伦、The Underdogs和娃娃臉参与创作。这张专辑发布时，城市R&B颇为流行，因而专辑受到舆论好评。AllMusic评论家史蒂芬·托马斯·厄尔瓦恩称赞了专辑中的声乐：“（克拉克森）在这张唱片的表演毫不费力且迷人。她可以低声轻吟，也可以引吭高歌。她一边表现出性感和时髦，一边仍然像邻家女孩一样优雅和阳光。”《娱乐周刊》评论道：“克拉克森在八度音阶中滑行，她对声音的控制就像熟稔的歌手一样。”《谢谢你的爱》取得了商业成功，在公告牌二百强专辑榜上空降冠军，并在全球售出超过450万张。专辑在美国获得2×白金认证，在加拿大获得白金认证，在日本和澳大利亚获得黄金认证。
专辑主打单曲〈Miss Independent〉成为克拉克森的第一首国际热门歌曲，在美国等五个国家排行榜中进入前十名。克拉克森凭借此曲获得第46届格莱美奖最佳流行女歌手提名。紧随其后的是两首中等成功的单曲，〈Low〉和〈The Trouble with Love Is〉。后者被用于英国浪漫电影《真爱至上》的配乐中。她的首张视频专辑《Miss Independent》于2003年11月18日发行，并获得了RIAA的金唱片认证。为了支持《谢谢你的爱》，克拉克森和《美国偶像》第二季亚军克莱·艾肯共同举办了2004年在美国各地的Independent巡演。
克拉克森和贾斯汀·瓜里尼出演了在2003年6月上映的音乐浪漫喜剧电影《从贾斯汀到凯莉》，这也是她的电影首秀。这部电影在影评和商业上均遭失败，克拉克森解释说她“有合同义务”要演这部电影并且不喜欢它。2003年，克拉克森与《美国偶像》评委寶拉·阿巴杜和兰迪·杰克逊以及主持人布莱恩·邓克尔曼和瑞安·西克雷斯特一起参加了喜剧电视节目《MADtv》第八季的首播。她还在2003至2004年间的电视剧《美国梦》的两集中饰演布伦达·李。2003年12月25日，克拉克森参加了《世界偶像》比赛，与世界其他地方《偶像》系列节目的赢家竞演。她最终以97分获得亚军，落后于第一位挪威偶像庫爾特·尼爾森。

### 2004—2006年：新团队和《美梦成真》

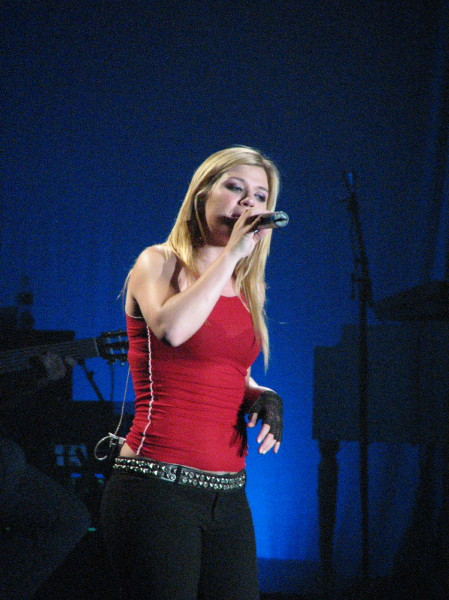
2005年11月15日，克拉克森在Hazel Eyes巡演的澳大利亚堪培拉站表演

之后，克拉克森想要摆脱《美国偶像》中的形象，决定与《美国偶像》的经纪人富勒和19管理公司分道扬镳，并聘请了The Firm公司的经纪人杰夫·夸蒂内兹。她重塑了自己的音乐方向，在她的第二张录音室专辑《美梦成真》中加入更多摇滚元素。戴维斯仍担任该专辑的执行制作人，而克拉克森参与了其中六首歌的创作，凱拉·狄奧果笛、卢克博士和马克斯·马丁和伊凡塞斯乐队前成员本·穆迪、大卫·霍奇斯共同创作了其中的六首歌曲。《美梦成真》获得了广泛好评，AllMusic评论说：“《美梦成真》的精髓在于其中猛烈热情的的流行歌曲，歌曲听起来既主流又充满青春活力，这是很难做到的。这说明克拉克森在2000年代实属罕见：她既不前卫也不保守，只是坚实地、愉快地处于主流。”
《美梦成真》于2004年11月30日发行，是克拉克森在商业上最成功的专辑。专辑在公告牌二百强专辑榜上空降第三，还是2005年美国第三畅销的专辑，并被RIAA认证为6×白金唱片。这张专辑在世界各地也获得了成功：它在荷兰和爱尔兰的排行榜上名列前茅，成为2005年全球第七大最畅销的专辑，并在全球范围内销售超过1200万张。克拉克森在2005至2006年期间举行了美梦成真巡演、Hazel Eyes巡演和Addicted巡演以宣传《美梦成真》。
《美梦成真》中单独发行了五首单曲。〈Since U Been Gone〉作为专辑的主打歌于2004年11月发行，尽管仅在公告牌百强单曲榜上最高排名第二，却成为当时克拉克森最成功的单曲。第二和第三首单曲〈Behind These Hazel Eyes〉和〈Because of You〉也紧随其后，分别在公告牌百强单曲榜上最高排名第六和第七。〈Because of You〉是克拉克森在全球范围内最成功的单曲，在欧洲百强单曲榜和巴西、荷兰、丹麦和瑞士的国家榜单上排名第一。〈Walk Away〉在2006年1月发行。专辑同名歌曲于2004年7月作为迪斯尼电影《公主日记2：皇室婚约》的原声带发行，后来在2006年5月作为专辑的第五首单曲重新发行。它成为克拉克森在公告牌百强单曲榜中的第三首前十名单曲，最高排名为第六名。它在当代成人电台取得了重大成功，在公告牌当代成人榜上占据了21周的榜首，在当代成人听众榜上占据了28周的榜首。根据Mediabase的数据，克拉克森是2006年在美国播放量最高的艺术家。
《美梦成真》为克拉克森赢得了许多荣誉。克拉克森获得了第48届格莱美奖最佳流行女歌手和最佳流行专辑的两座奖杯。她还凭借〈Since U Been Gone〉和〈Because of You〉连续两年获得MTV音樂錄影帶大獎的最佳女性音樂錄影帶奖项。克拉克森的第二张录像专辑《Behind Hazel Eyes》于2005年3月29日发行。2005年，她参与《週六夜現場》第三十季，在真人秀系列《损害控制》中与简单计划乐队的皮埃尔·布维耶一起表演。她在NBA总决赛第二场比赛中演唱了美国国歌。她还在2006年都灵冬奥会期间表演。2006年，克拉克森为福特汽车的广告活动录制了〈Go〉，并提供免费下载。

### 2007—2009年：《十二月天》和《非要不可》
克拉克森的第三张录音室专辑《十二月天》于2007年6月22日发行，这张专辑有更黑暗的主题，包含重摇滚音乐元素。克拉克森替代戴维斯成为执行制作人，并共同创作了所有曲目。她选择与她的乐队成员合作，而不是与以前的制作人和合作者合作。这张专辑的制作和发行成为克拉克森与RCA唱片，特别是与戴维斯争论的主题。戴维斯注意到这张专辑缺乏专业的制作投入，并希望克拉克森重新录制更具主流吸引力的曲目，但她拒绝了。克拉克森为自己辩护说：“我已经在全世界卖出了超过1500万张唱片，但仍然没有人听我真正想说的话。我根本不在乎成为一个明星，我一直以来就只想唱歌和写作。”专辑得到了正面评价，但RCA不希望宣传这张专辑，这导致克拉克森解雇了夸蒂内兹和理想国演艺公司以取消其配套的巡演（即十二月天巡演），并重新安排日程以缩小规模，这场巡演有強·麥勞夫林、肖恩·金斯顿和曼迪·穆尔助阵。克拉克森后来招募了纳维尔·布莱克斯托克做经纪人，他是瑞芭·麦肯泰尔的丈夫，克拉克森是她的密友。克拉克森后来向戴维斯表示道歉，称他是她成功的“关键顾问”。《十二月天》在公告牌二百强专辑榜首周空降第二位，并被RIAA认证为白金专辑。专辑在全世界售出超过250万张。专辑单曲《Never Again》在公告牌百强歌曲榜首周空降第八位。

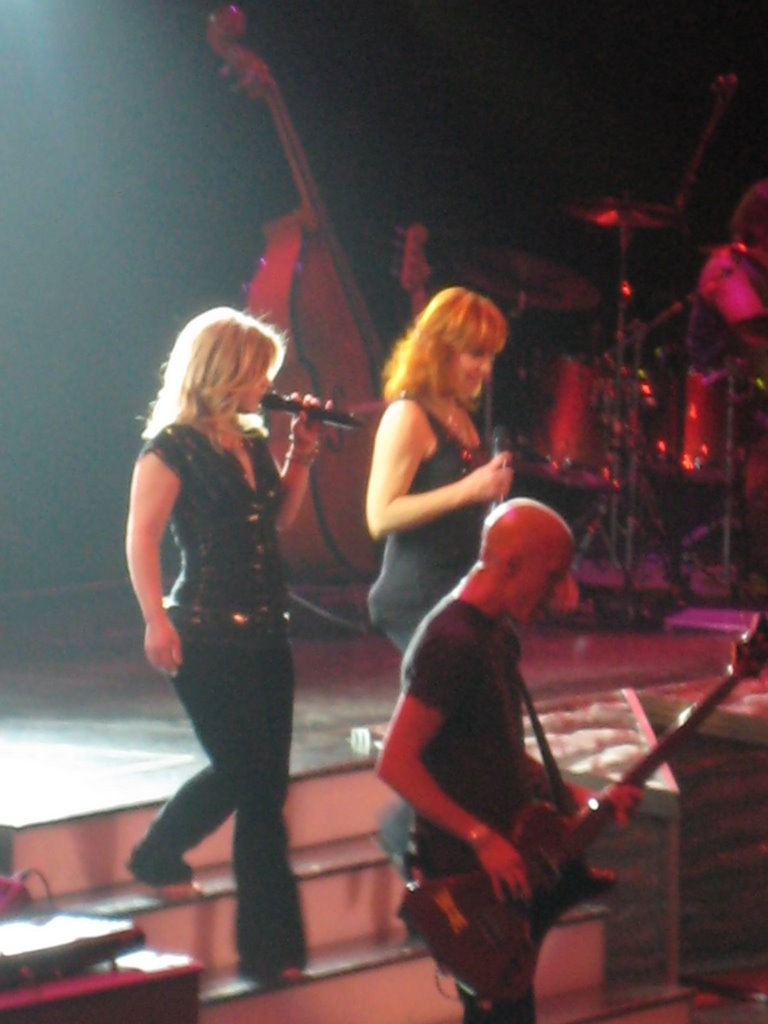
2008年，克拉克森和瑞芭·麦肯泰尔在2 Worlds 2 Voices巡演上表演

2007年2月22日，克拉克森与瑞芭·麦肯泰尔在纳什维尔的赖曼礼堂合作了一小时长的《CMT Crossroads》特别节目。在多莉·帕顿的介绍下，克拉克森与玛蒂娜·麦克布赖德一起表演了〈Why Haven't I Heard from You〉和〈Does He Love You〉。在2007年5月16日的乡村音乐学院奖上，克拉克森和麦肯泰尔合唱了乡村版的〈Because of You〉，这首歌也成为瑞芭的专辑《瑞芭：二重唱》的主打歌。它在公告牌热门乡村歌曲排行榜上名列第二，并被提名为格莱美最佳乡村合作演唱奖。2008年，克拉克森和麦肯泰尔开始了2 Worlds 2 Voices巡演，以支持《瑞芭：二重唱》和《十二月天》。同年，克拉克森与全国改装赛车竞赛协会（NASCAR）合作，出现在当赛季的电视广告中，在赛前音乐会上表演，宣传协会活动，并出现在12月的冠军宴会上。
克拉克森的第四张专辑《非要不可》于2009年3月10日发行。克拉克森继续参与创作，表达自己的主题，但这次她回到了主流，与以前的合作者凱拉·狄奧果笛、卢克博士和马克斯·马丁重新合作，并与新的合作者霍华德·本森、克劳德·凯利、瑞恩·泰德、格伦·巴拉德、马特·蒂森和凱蒂·佩芮一起为该专辑提供曲目。《非要不可》以其更轻松的主题而受到乐评人的好评。专辑在商业上取得了成功，在公告牌二百强专辑榜上空降第一，并保持两周。专辑在美国的销量超过一百万张，并为克拉克森赢得了第52届格莱美奖最佳流行音乐专辑的提名。

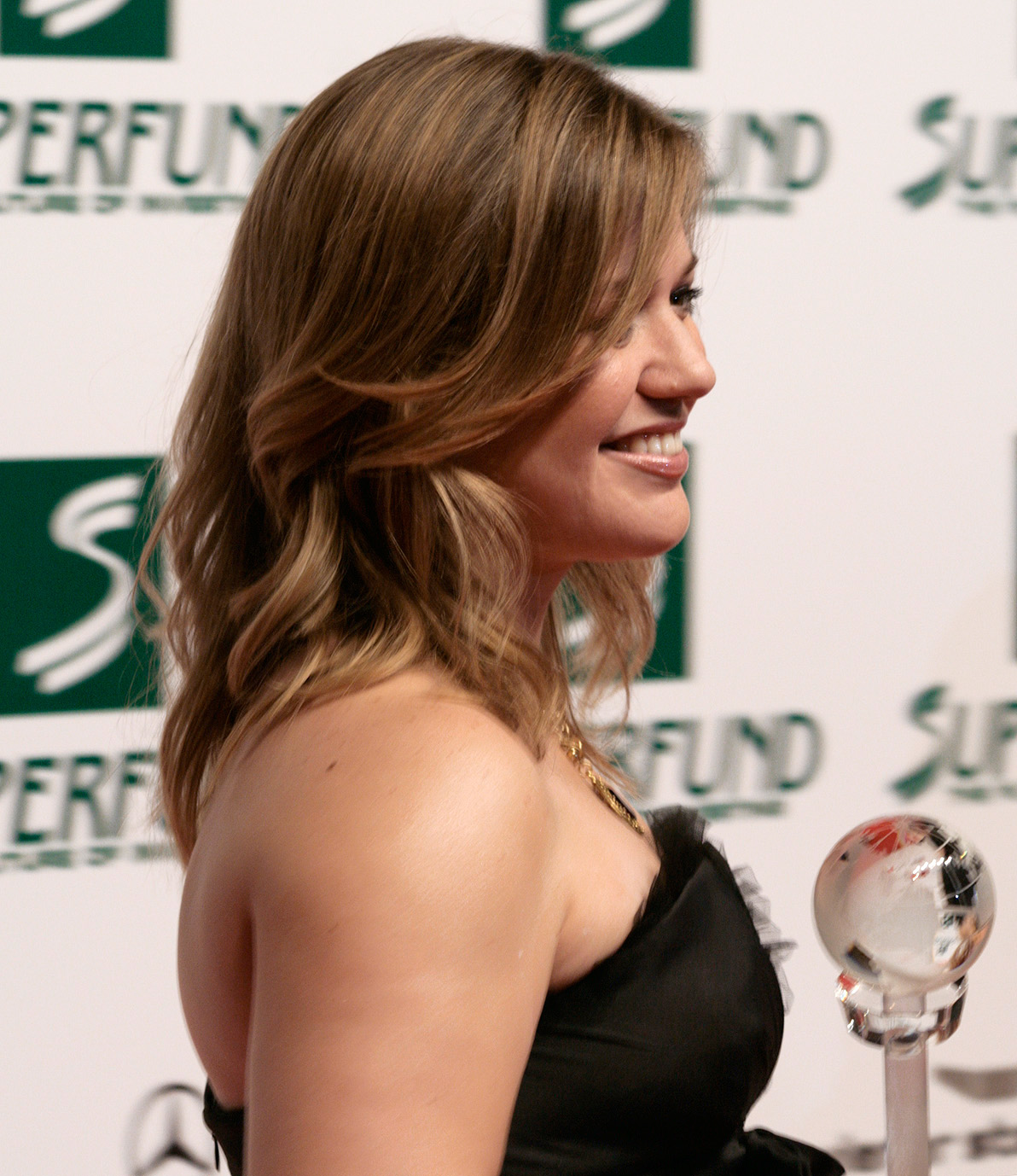
2009年，克拉克森在奥地利维也纳出席女性世界奖

专辑中单曲〈My Life Would Suck Without You〉成为国际热门歌曲，它首周进入公告牌百强单曲榜第97位，并在下一周上升到榜首位置，打破了榜单的单周最大跃升纪录。它还在英国、加拿大和匈牙利的排行榜上名列前茅。之后又有两首排名前二十的单曲，〈I Do Not Hook Up〉和〈Already Gone〉。然而〈Already Gone〉引发克拉克森和RCA之间的争论，因为克拉克森意识到这首歌与碧昂斯的歌曲〈Halo〉相似，而这两首歌都是由泰德制作的。专辑宣传在最后两首单曲〈All I Ever Wanted〉和〈Cry〉商业表现不佳后戛然而止。克拉克森在2009年至2010年举行了非要不可巡演。

### 2010—2012年：《坚定不移》与《第一章》

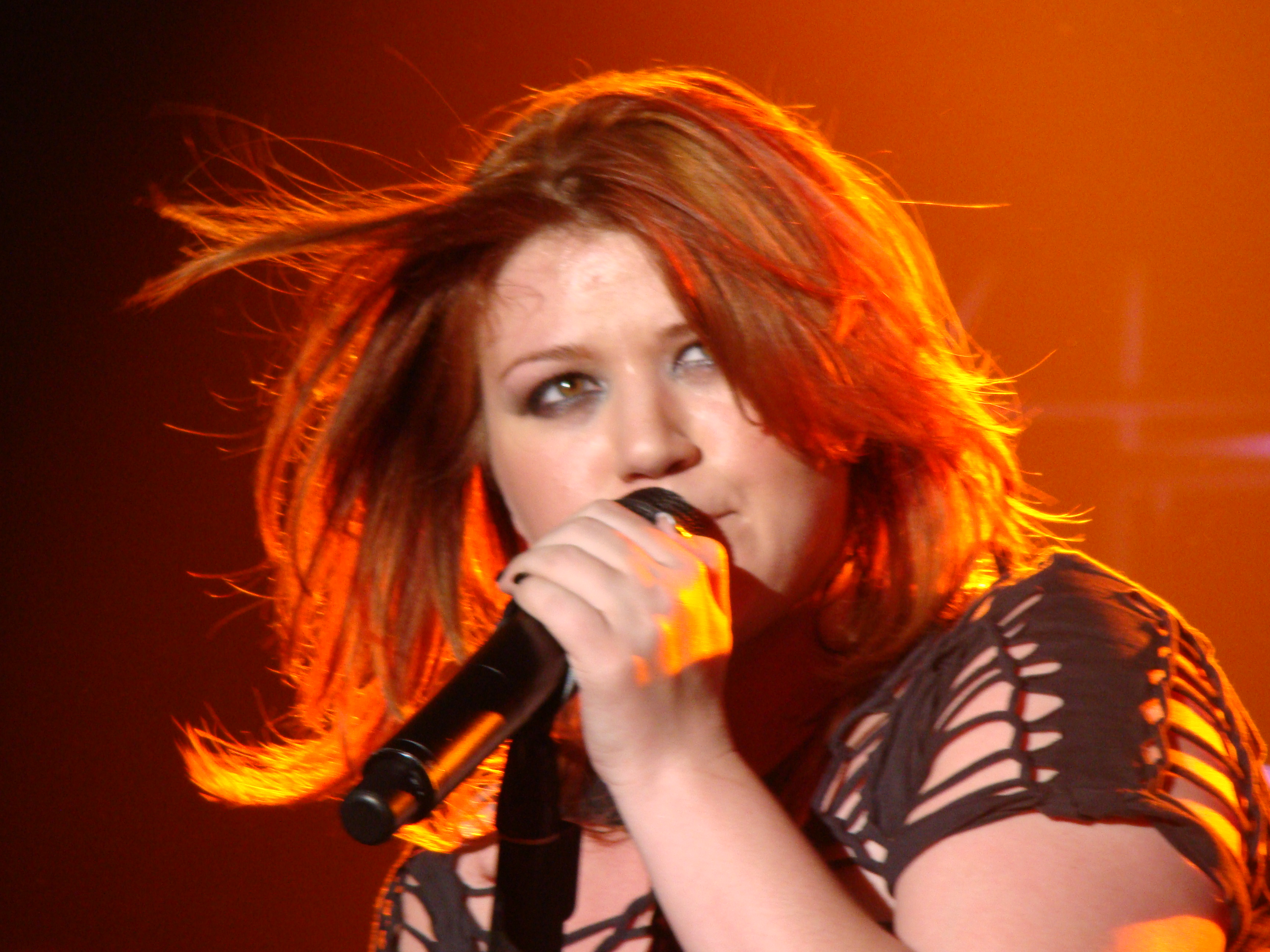
2010年，克拉克森在非要不可巡演上表演

2010年，克拉克森与傑森·阿爾丁录制了乡村歌曲〈Don't You Wanna Stay〉，歌曲收录在阿尔丁专辑《My Kinda Party》中。这首歌是她在公告牌热门乡村歌曲榜上的第一首冠军歌曲，售出了超过270万张，成为历史上最畅销的乡村合作歌曲。它获得了许多乡村音乐方面的荣誉，包括第54届格莱美奖的最佳乡村组合/团体奖项提名。克拉克森在她的第五张录音室专辑《坚定不移》中融入了轻微的乡村气息，专辑还受到了王子、蒂娜·特纳、雪瑞兒·可洛和电台司令的影响。她与格莱格·科尔斯汀、埃斯特尔·迪恩、Darkchild、托比·盖德、史蒂夫·乔丹、霍华德·本森等制作人合作。《坚定不移》于2011年10月21日发行，在公告牌二百强专辑榜上空降第二，并被RIAA认证为白金唱片。专辑受到了评论界的赞扬，并在第55届格莱美奖上赢得了格莱美最佳流行音乐专辑奖，这让克拉克森成为第一个赢得两次该奖项的艺术家。
《坚定不移》的先行曲〈Mr. Know It All〉于2011年9月发行，歌曲在澳大利亚和韩国的榜单夺冠，并在七个国家达到了前十名。这首歌还成为了乡村排行榜的跨界歌曲，促使RCA重新发行了乡村版。〈坚定不移〉作为专辑第二首单曲于2012年1月发行，在《公告牌》杂志上的16个排行榜上夺冠，成为她在百强单曲榜上的第三个冠军。这首歌亦在波兰和斯洛伐克等多国排行榜上名列前茅。这首歌在美国被RIAA认证为7×白金单曲，并获得了三项格莱美奖提名：年度制作、年度歌曲和最佳流行歌手。〈Dark Side〉于2012年6月发行，它成为克拉克森在公告牌成人流行歌曲排行榜上的第11首前十歌曲，她超过了雪瑞兒·可洛和凯蒂·佩里，成为在该排行榜上拥有最多前十名歌曲的女歌手。
《坚定不移》与两张EP《The Smoakstack Sessions》和《iTunes Session》相伴发行。后者在公告牌二百强专辑榜空降第85位。克拉克森参与创作了〈Tell Me a Lie〉，这首歌被单向组合收录在首张专辑《青春無敵》中。克拉克森举办了两次巡演来宣传《坚定不移》：坚定不移巡演、与另类摇滚乐队衝突樂團联合举办的凯莉·克拉克森/衝突樂團巡演。2012年2月5日，她在第四十六届超级碗上演唱了美国国歌，获得了广泛的赞誉。她后来发行了一首宣传单曲〈Get Up (A Cowboys Anthem)〉，用于百事可乐的NFL广告活动。
克拉克森在ABC电视节目《Duets》中与約翰·傳奇、詹妮弗·内特尔斯和罗宾·西克一起担任导师和评委。该节目在2012年5月24日首播，同年7月19日结束，克拉克森的参赛选手杰森·法罗尔获得亚军。她还在美国电视系列节目《美国之声》第二季中成为布雷克·谢尔顿队的客座导师。两人后来合作为谢尔顿2012年的圣诞专辑《Cheers, It's Christmas》翻唱了〈There's a New Kid in Town〉。
克拉克森为纪念出道10周年，于2012年11月19日发行了第一张精选辑《第一章》。这张专辑包含的三首新歌〈Catch My Breath〉、〈Don't Rush〉（文斯·吉尔伴唱）和〈People Like Us〉都作为单曲发行。〈Catch My Breath〉成为2013年美国第三受欢迎的当代成人歌曲。〈Don't Rush〉为克拉克森赢得了乡村音乐界的更多奖项提名，包括第56届格莱美奖的的最佳乡村组合/团体和2012年乡村音乐协会奖的年度女歌手奖。《第一章》在美国、英国、澳大利亚认证为金唱片。

### 2013—2015年：《红色圣诞》和《真情剪影》

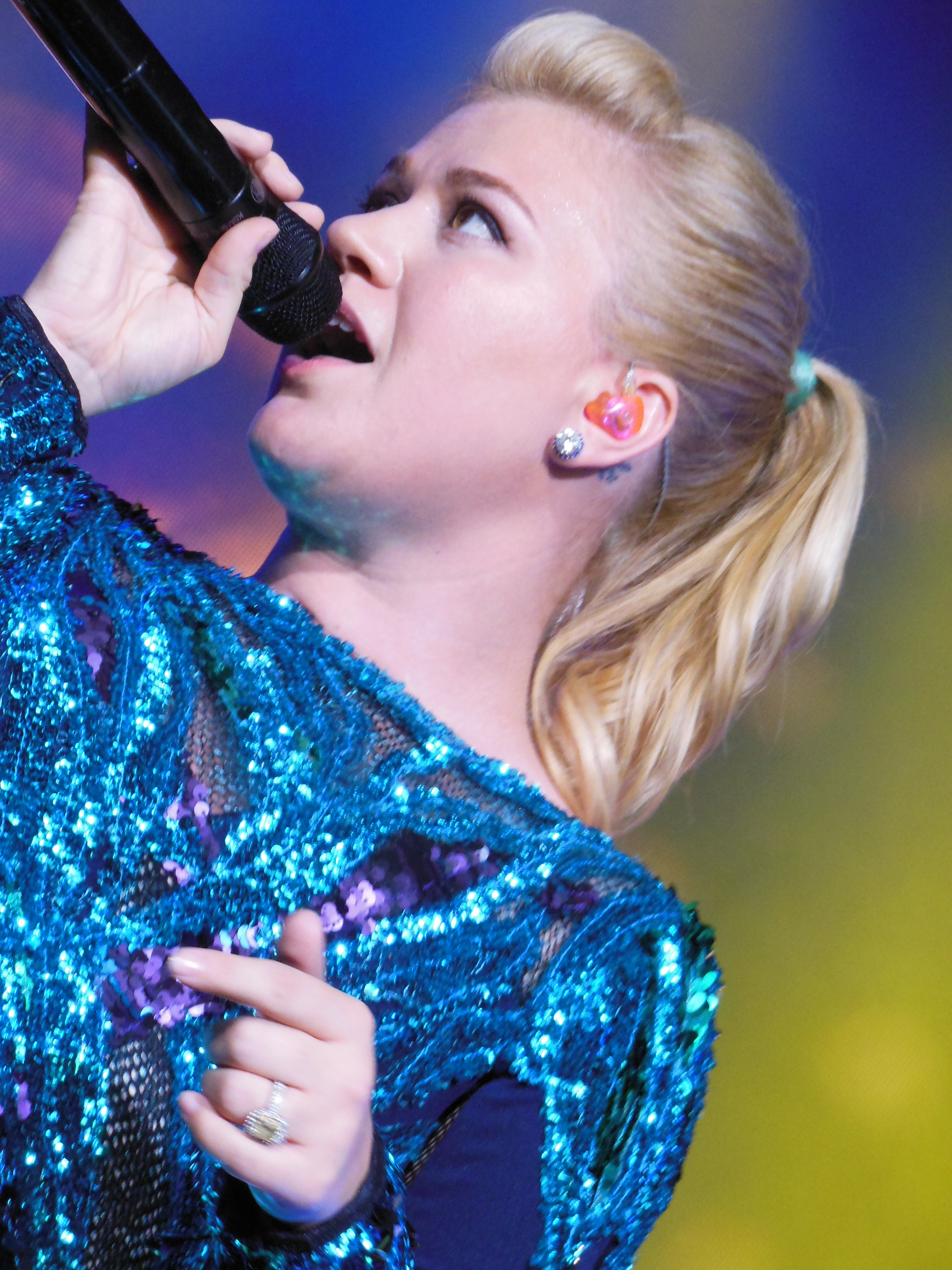
2013年8月，克拉克森在第12届本田城市巡演上表演

2013年1月，克拉克森在美国总统奥巴马的第二次就职典礼上演唱了《为你，我的国家》。她的现场表演受到了评论家的好评。2013年2月，她在第55届格莱美奖上演唱了〈Tennessee Waltz〉和〈(You Make Me Feel Like) A Natural Woman〉，向帕蒂·佩奇和卡洛爾·金致敬。她还在2013年6月向乡村音乐电台独家发行了一首非专辑单曲〈Tie It Up〉。2013年8月至10月，克拉克森和魔力红参与第12届本田城市巡演。她在珠儿的精选集中为重新录制的〈Foolish Games〉献声。克拉克森还与歌手罗比·威廉斯合作，为其2013年的专辑《Swings Both Ways》创作了歌曲〈Little Green Apples〉。
克拉克森的第六张录音室专辑和第一张圣诞唱片《紅色耶誕》于2013年10月25日发行，制作人是格莱格·科尔斯汀。她参与创作了专辑中所有五首原创歌曲，并录制了其余11个圣诞流行歌曲和颂歌的翻唱版本。专辑在公告牌顶级假日专辑榜上空降冠军，并在公告牌二百强专辑榜上空降第三。《红色圣诞》被RIAA认证为白金唱片，且是当年最畅销的节日专辑。专辑主打歌〈Underneath the Tree〉在美国和加拿大拿下成人当代歌曲榜的冠军。2013年12月11日，她的第一个圣诞特别节目《凯莉·克莱森的警世圣诞音乐童话故事》有超过530万观众收看。
克拉克森继续保持与乡村音乐人合作。2014年，她与玛蒂娜·麦克布莱德合作，为麦克布莱德的专辑《Everlasting》演唱〈In the Basement〉；并与特里莎·耶伍德合作，为其演唱〈PrizeFighter〉。克拉克森还在喬許·葛洛班的专辑《Stages》及电视特辑中与他共同演绎了〈All I Ask of You〉。她和本·翰劳演唱了他首张录音室专辑的主打歌〈Second Hand Heart〉。
克拉克森的第七张录音室专辑《愛情拼圖》于2015年2月27日发行，这也是她与RCA唱片合约期内的最后一张专辑。《真情剪影》是电子流行和舞曲专辑，科尔斯汀、杰西·沙特金、希雅、约翰·传奇和沙恩·麦卡纳利等参与合作。《真情剪影》得到了较为中性的评价，并成为她第三张在公告牌二百强专辑榜空降冠军的专辑。克拉克森在几个电视节目中表演宣传这张专辑，在《美国偶像》第十四季中，她成为第一位获得以自己的音乐为竞赛周主题的前参赛选手。她在2015年还举办了真情剪影巡演，但因医生建议她休息声带，巡演规模被迫缩小。
《真情剪影》中发布了三首单曲。第一首〈Heartbeat Song〉发布于2015年1月在公告牌热门100排行榜上名列第21位，并成为英国、奥地利、波兰和南非的前十名热门歌曲。然而，其后的单曲〈Invincible〉和同名歌曲〈真情剪影〉未能延续如此成功。克拉克森在《美国偶像》第十五季表演同名歌曲之后，歌曲在公告牌百强单曲榜空降第八位。专辑和〈Heartbeat Song〉在第58届格莱美奖分别被提名为最佳流行专辑和最佳流行表演；次年，同名歌曲也获得了最佳流行表演的提名。

### 2016—2018年：《生命真谛》

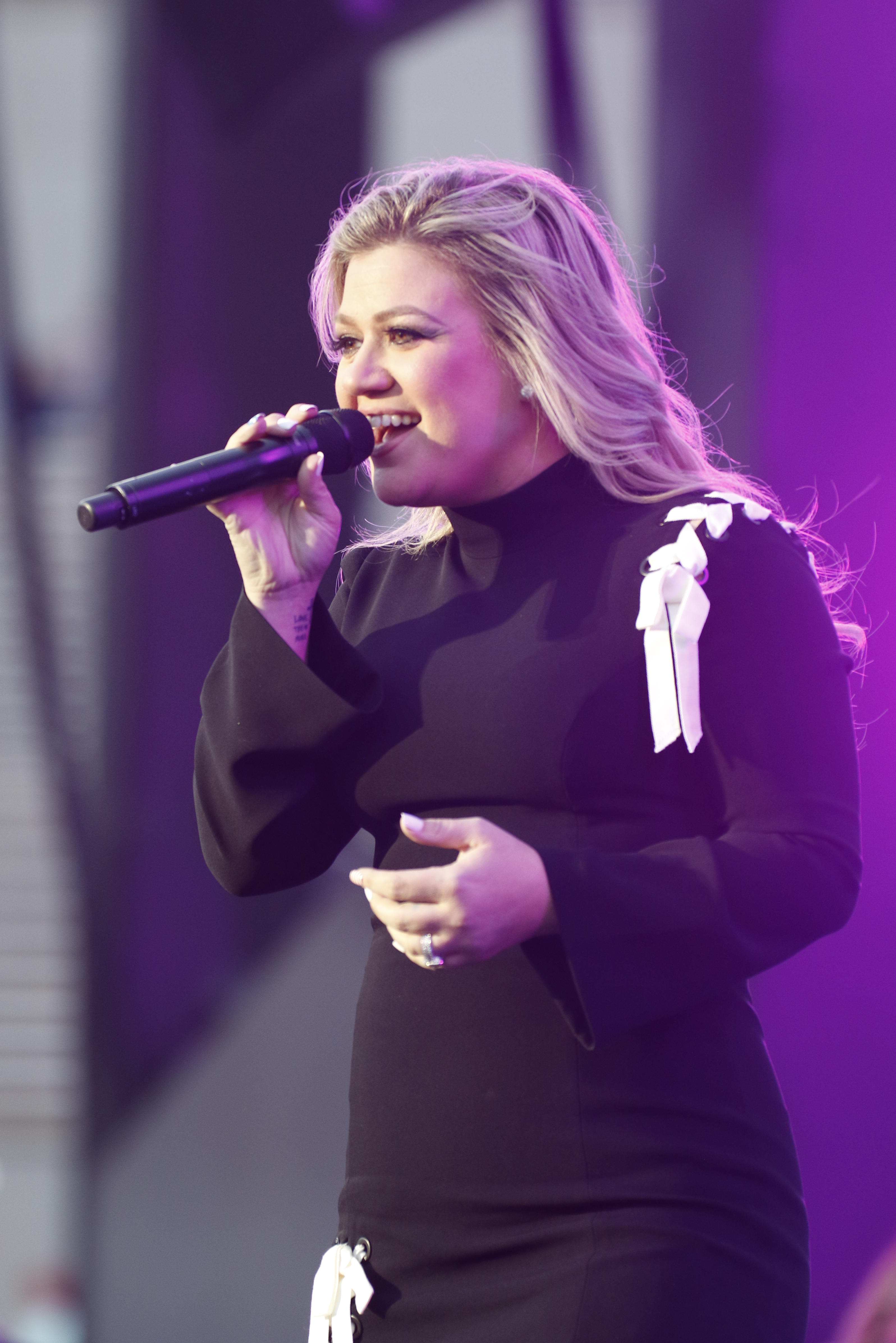
凯莉于2018年的美國國防部勇士大會開幕禮表演

2016年2月，克拉克森宣布与哈珀柯林斯签订了出版协议，她的第一本儿童书《River Rose and the Magical Lullaby》于同年10月4日出版发行。克拉克森接受《出版者周刊》采访时称自己有出版更多书的想法，并做足了准备。第二本童书《River Rose and the Magical Christmas》于次年10月24日出版，其中包括一首由克拉克森创作并演唱的原创歌曲〈Christmas Eve〉。
2016年6月24日，克拉克森宣布她与大西洋唱片签订长期的全球合约。克拉克森的第八张录音室专辑《生命真諦》于2017年9月6日发行。〈Love So Soft〉和〈Move You〉作为先行曲于4日发行。克拉克森与红粉佳人一起为第45届全美音乐奖揭幕，他们一起表演了R.E.M.的〈Everybody Hurts〉以表彰先遣急救员。〈Love So Soft〉在第60届格莱美奖中被提名为最佳流行表演，这使克拉克森成为该奖项中获得提名最多的艺人。随着《生命真谛》发行，克拉克森透露，她与大西洋唱片公司讨论了后续唱片的声音，并表示有兴趣深入到R&B和灵魂流行乐。
克拉克森与奧花·雲費、史蒂文·連、泰勒·派瑞等参与了电影《圣诞星》的配音，这是克拉克森配音的第一部电影。2017年3月，克拉克森与洛伊·布萊克为电影《天堂小屋》原声带献声。2018年2月起，克拉克森作为导师参加选秀节目《美国之声》第14—21、23季。2018年5月20日，克拉克森在2018年告示牌音樂獎上主持并表演。

### 2019—2022年：主持《凯莉·克拉克森秀》与专辑《圣诞降临》
2019年5月1日，克拉克森主持2019年公告牌音乐奖。克拉克森在动画电影《醜娃娃大冒險》中为小希配音并为原声带献声，电影于5月3日上映。9月9日，克拉克森主持的日间综艺脱口秀《凯莉·克拉克森秀》首播。
克拉克森参与配音的动画电影《魔发精灵2：世界之旅》于2020年4月10日上映。2020年4月16日，克拉克森发布了英文单曲《I Dare You》，同时还有与五位不同母语的歌手的五个二人合唱版本。2020年5月，《凯莉·克拉克森秀》获得了7项日間艾美獎提名，是所有脱口秀节目中最多的；克拉克森因此被提名2项奖项，并赢得杰出娱乐脱口秀主持人奖。2021年5月，NBC宣布克拉克森的节目在2022年结束后将接替《艾伦·德杰尼勒斯秀》结束后的时间段。2021年6月，《凯莉·克拉克森秀》再次赢得日间艾美奖的杰出娱乐脱口秀奖，克拉克森第二次获得杰出娱乐脱口秀主持人奖。

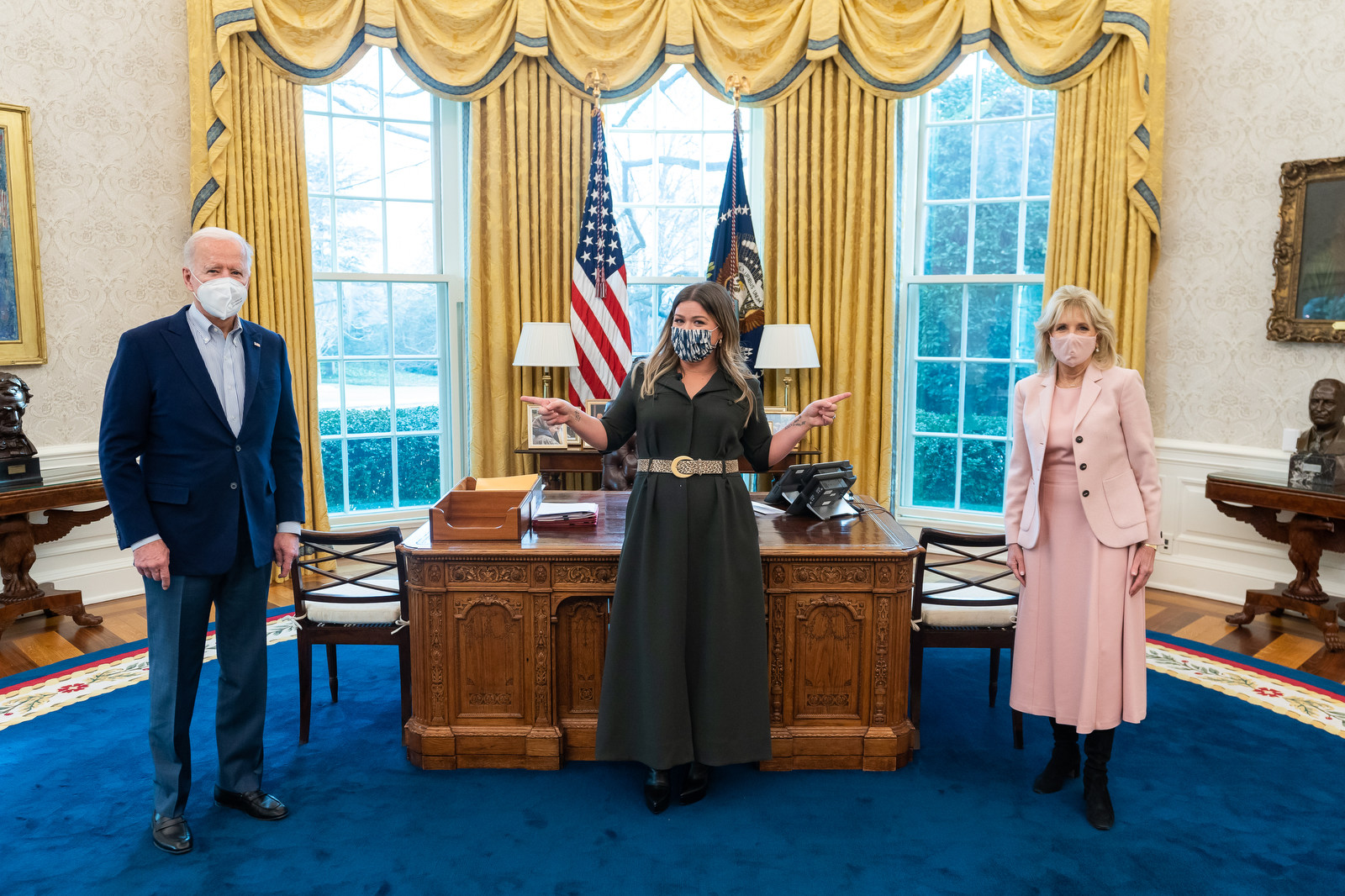
2021年，克拉克森与美国总统乔·拜登和夫人吉尔·拜登在一起

克拉克森的第九张录音室专辑和第二张圣诞专辑《圣诞降临》于2021年10月15日发行。9月23日，〈Christmas Isn't Canceled (Just You)〉作为先行曲发行。该专辑获得了积极的评价，并为克拉克森赢得了第65届格莱美奖最佳传统流行歌唱专辑奖的提名。
2022年2月，克拉克森和史努比狗狗担任《美國歌唱大賽》的主持人，这是由《欧洲歌唱大赛》改编的节目。6月9日，克拉克森发行了EP《凯莉OK》，EP由六首翻唱歌曲组成，是克拉克森在她的脱口秀的“凯莉OK”环节中翻唱的。她还透露，她的第十张录音室专辑以及《生命真谛》和《圣诞降临》的后续作品已经完成，但克拉克森希望有更多时间来准备宣传和发行这张EP。
2022年6月，克拉克森连续第三年获得日间艾美奖杰出娱乐脱口秀主持人奖，脱口秀也连续第二年获得杰出脱口秀娱乐奖。9月19日，克拉克森获得好莱坞星光大道上的一颗星。9月，克拉克森与凱爾茜·巴勒里尼、卡莉·皮尔斯演唱歌曲〈You're Drunk, Go Home〉。

### 2023年：《化学反应》
克拉克森的第十张录音室专辑《化学反应》于2023年6月23日发行。双A面先行单曲〈Mine〉/〈Me〉于4月14日发行。7月28日至8月19日，克拉克森在拉斯维加斯的Bakkt剧院举行十场驻唱演出。

## 艺术技巧

### 演唱风格
克拉克森是女高音，音域为E♭3—G6。克拉克森可以唱出哨音和复杂的转音。《滚石》的阿里翁·伯杰评价《谢谢你的爱》说：“她的高音甜美柔软、低音震撼性感、中音自信惊人。”《纽约时报》的乔恩·卡拉马尼卡在评论克拉克森的现场表演“声音灵活多变，毫无扯嗓子的感觉”，并说“克拉克森的声音十分可塑、充满自信”。但他评论《坚定不移》时说克拉克森的声音“太洪亮粗鲁”，与专辑温暖甜美的风格不合，他说“当唱到复仇时，她与泰勒·斯威夫特不相上下，而且与她的同龄人相比，她会唱得更高亢，更残酷。”《Hit The Floor》的索菲·辛克莱在评论坚定不移巡演的现场表演时说：“凯莉整晚的声音强而有力、无懈可击，有些人甚至说她的现场听起来比专辑更好。”《凤凰新报》的马克·德明评论道：“克拉克森的声音富有魅力，她对声音的控制极强，知道如何在不忘记旋律和根音的情况下唱出激情和感情。”
卢克博士制作了克拉克森的一些热门歌曲，他说：“她有强大的肺部，她的声带之于其他歌手就像兰斯·阿姆斯特朗之于其他自行车手。”西蒙·考威尔在接受《早安美国》采访时，被问到在当时的六位美国偶像冠军中，他认为谁的声音最好；考威尔立即回答说，克拉克森是最棒的，并说她与其他伟大的歌手如席琳·迪翁相似。《时尚先生》写道，克拉克森拥有“流行音乐史上最好的声音”。《滚石》的乔迪·罗森在评论《坚定不移》时称，克拉克森拥有“音乐界中最出色的声音之一”。《公告牌》的杰森·利普舒茨认为克拉克森是流行音乐中最伟大的歌手之一。关于有争议的假唱做法，克拉克森在接受科里·迈尔斯的采访时说到自己从来没有假唱，未来也不会假唱，因为自己对假唱有一种非常不健康的恐惧。

### 所受影响

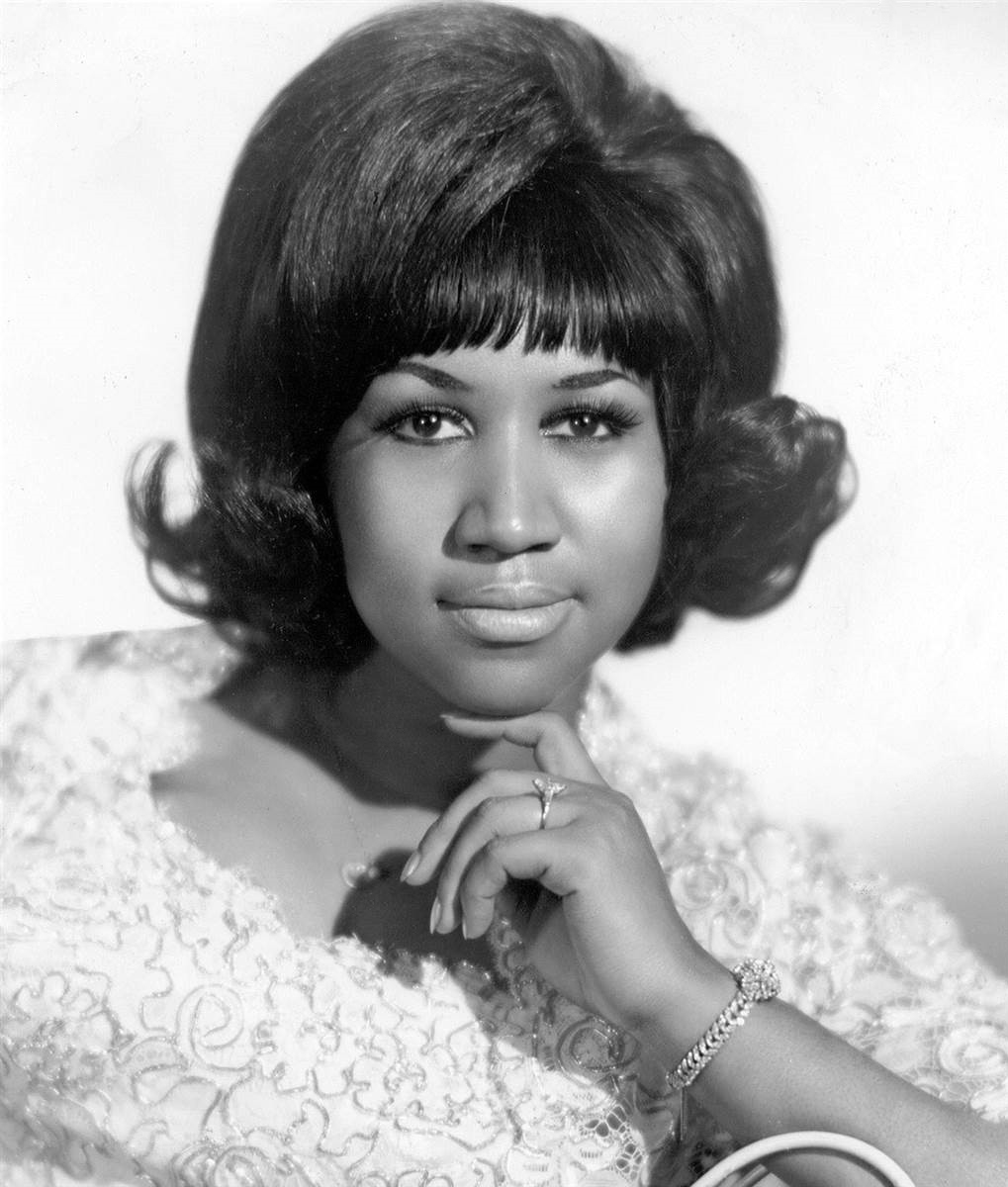
灵魂歌手艾瑞莎·弗兰克林给克拉克森极大的艺术影响

克拉克森8岁时在参观沃斯堡的一座非裔美国人教堂时受到启发，开始涉足音乐领域。她回忆当时的想法是“哇，不管他们在感受什么，我也要去感受”。克拉克森受到了不同流派音乐家的影响。她认为灵魂歌手艾瑞莎·弗兰克林对她影响很深，她在《美国偶像》中演唱的歌曲许多都是翻唱这位歌手的，例如〈(You Make Me Feel Like) A Natural Woman〉，她演唱这首歌也被大众认为是比赛中的精彩时刻。克拉克森还受到惠特尼·休斯顿、玛丽亚·凯莉、埃塔·詹姆斯和史蒂维·旺德等灵魂歌手；电台司令、垃圾合唱团、空中铁匠和吉米·亨德里克斯等摇滚艺人；以及瑞芭·麦肯泰尔、贝特·米德勒、萝丝玛丽·克鲁尼等的影响。克拉克森对于自己受到的艺术影响说到：
我由三位完全不同的父母抚养成人，他们喜欢不同的音乐。我的继父喜欢威利·纳尔逊、猫王这类的音乐。我的亲生父亲喜欢惠特尼·休斯顿、玛丽亚·凯莉、艾瑞莎·弗兰克林这些灵魂歌手的音乐。我妈妈更喜欢席琳·迪翁、芭芭拉·史翠珊、贝特·米德勒等成人当代音乐。我哥哥对我影响很大。他比我大十岁，你总是想和你酷酷的哥哥在一起混。所以我从小就喜欢枪与玫瑰、金属乐队。我喜欢所有这些乐队，现在也是。我喜欢空中铁匠和不要怀疑。我受到了很多不同乐队的影响，甚至还有乡村音乐。我喜欢瑞芭·麦肯泰尔，我可以一直听她的歌。

## 影响力
克拉克森在全球售出了超过2500万张专辑和4500万张单曲，其中仅在美国就售出了超过1400万张专辑和3500万张单曲。她在《公告牌》各项榜单上获得了100多项冠军，是首位在美国《公告牌》杂志的流行、当代成人、成人流行、乡村和舞曲榜单上均有歌曲夺冠的歌手。VH1将她排在“音乐界100位最伟大的女性”名单的第19位。Fuse电视台将她列入“30位音乐选秀出身的最伟大音乐家”名单。西蒙·考威尔认为“克拉克森在欧洲和亚洲的销量并不是因为《美国偶像》，而是因为她制作的伟大的唱片、她令人难以置信的嗓音。她不是在选秀赛场上幸运胜出，而是我们幸运地找到了她”。《好莱坞报道》称“克拉克森是完美流行明星的化身；她凭无与伦比的嗓音在流行和乡村音乐中叱咤风云，还在摇滚和舞曲中有所成就”。《时代》的诺兰·菲尼说克拉克森“对流行音乐格局的持久影响远远超出了普通听众的想象”。
《公告牌》称克拉克森是位现象级人物，她让选秀节目的影响力“合法化”。《华盛顿邮报》写道：“克拉克森极具震撼力的嗓音和活力四射的形象表明，音乐界应该认真对待这些真人秀选手：她的前两张专辑《谢谢你的爱》和《美梦成真》合计卖出了约1000万张，她的流行歌曲成为了全球各地的赋权颂歌。”《新闻日报》的格伦·甘博亚认为克拉克森“将流行、摇滚和乡村音乐巧妙地融合在一起，为所有歌唱比赛选手树立了标准”。福克斯广播公司说，克拉克森“给《美国偶像》带来了持久的可信度，在许多方面，为接下来的所有参赛选手扫清了道路”。《圣迭戈联合论坛报》的乔治·瓦尔加强调，克拉克森与其他大多数选秀节目参赛选手的不同之处在于“她自己创作或与人合作创作了相当数量的歌曲。她也是唯一为了追求艺术本能、为了更好的摇滚、为了摆脱《美国偶像》曲库式流行音乐模式而解雇了管理团队，并与RCA唱片进行了长期公开斗争的人”。
PopMatters的乔恩·利西认为克拉克森是2000年代流行音乐中女性统治的力量之一。他解释说：“克拉克森的反性形象吸引了那些对布兰妮·斯皮尔斯的性感形象感到不适的人。例如，当克拉克森在2005年MTV音乐录影带大奖上演唱〈Since U Been Gone〉时，她只露出了中腹部，很明显，她是在向另类年轻女性群体推销自己，这些人喜欢流行音乐的传统音色，但又不想面对性别刻板印象。”《公告牌》杂志的米奇·拉普金称克拉克森为榜样，并将她的歌声与黄金时代的艾瑞莎·弗兰克林相提并论。克拉克森对其他艺人也有影响，包括凡妮莎·哈金斯、黛米·洛瓦托、艾娃·马克斯、喬丁·斯帕克斯、阿什丽·提斯代尔、艾薇儿·拉维尼以及凱爾茜·巴勒里尼等歌手。

## 个人生活
2012年，克拉克森开始与艺人经纪人布兰登·布莱克斯托克约会，他是克拉克森的前经纪人纳维尔·布莱克斯托克之子，也是瑞芭·麦肯泰尔的前继子。二人于2013年10月20日结婚，婚后布莱克斯托克担任克拉克森的经纪人。夫妻二人育有一女里弗·罗斯（River Rose，2014年6月生）和一子雷明顿·亚历山大（Remington Alexander，2016年4月生）。2020年6月，克拉克森以不可调和的分歧为由向布莱克斯托克提出离婚。2022年3月，有报道称二人的离婚手续已全部完成。
2019年10月，克拉克森表示自己从2006年开始就一直在控制自身免疫性疾病和甲狀腺疾病。

## 慈善事业

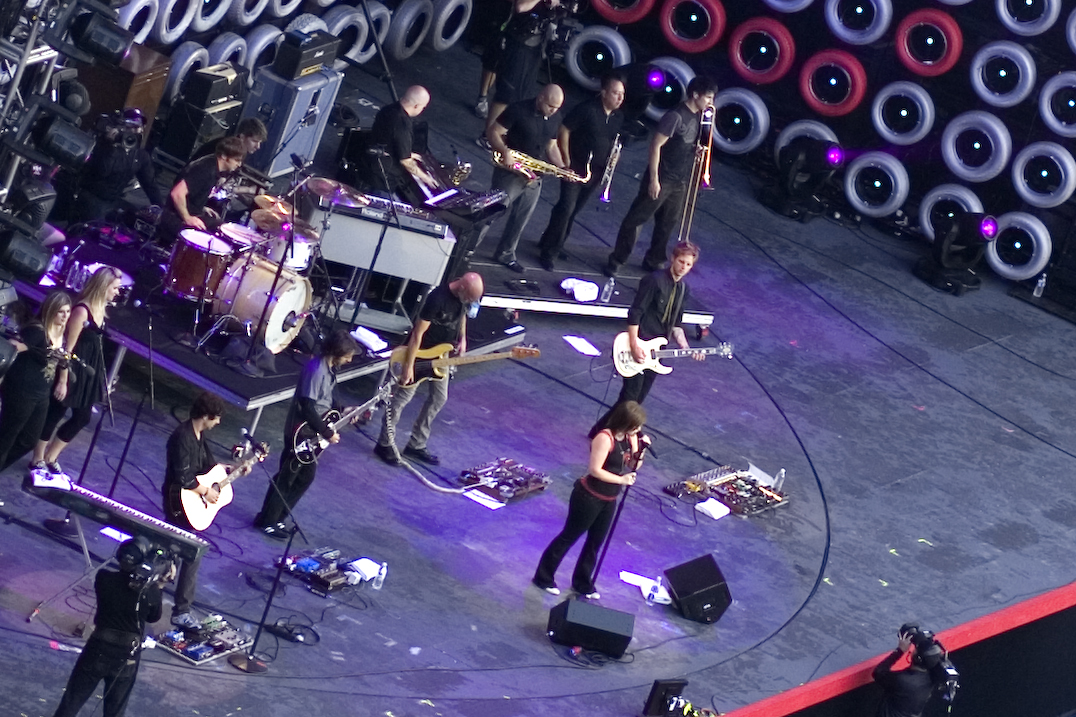
克拉克森在2007年Live Earth演唱会上表演

2007年4月，克拉克森参加了为非洲和美国贫困人口筹款的Idol Gives Back活动，与杰夫·贝克一起演唱了〈Up to the Mountain〉。同年晚些时候，她还在Live Earth演唱会美国站的演出中演唱了五首歌曲，以提高人们对气候变化的环保意识。自参加《美国偶像》节目以来，她一直担任March of Dimes的形象大使，定期为该组织筹款，并协助开展志愿服务，还曾为March for Babies步行，以改善母婴健康状况。克拉克森还参与了Houses of Hope组织，该组织为南非受艾滋病、虐待和贫困影响的儿童提供照顾并建造孤儿院。 克拉克森还支持救助儿童会、联合国儿童基金会、Do Something和STOMP Out Bullying，以及拯救音乐基金会等音乐事业。
2013年3月1日，克拉克森在一场慈善音乐会上表演，支持机会教育基金会，该组织为世界各地的儿童提供受教育的机会。2013年，克拉克森与State Farm保险公司合作，支持青少年安全驾驶。2013年，克拉克森支持了Feeding America、The Ad Council，为面临饥饿的儿童提供食物。

## 音乐作品
录音室专辑
- 《谢谢你的爱（英语：Thankful (Kelly Clarkson album)）》（2003年）
- 《美梦成真（英语：Breakaway (Kelly Clarkson album)）》（2004年）
- 《十二月天（英语：My December）》（2007年）
- 《非要不可（英语：All I Ever Wanted (album)）》（2009年）
- 《坚定不移（英语：Stronger (Kelly Clarkson album)）》（2011年）
- 《紅色耶誕》（2013年）
- 《愛情拼圖》（2015年）
- 《生命真諦》（2017年）
- 《聖誕降臨（英语：When Christmas Comes Around...）》（2021年）
- 《化学反应（英语：Chemistry (Kelly Clarkson album)）》（2023年）

## 影视作品
| 电影 - 《从贾斯汀到凯莉》（2003年） - 《圣诞星》（2017年） - 《醜娃娃大冒險》（2019年） - 《魔发精灵2：世界之旅》（2020年） | 电视节目 - 《美国偶像》（2002年） - 《Duets》（2012年） - 《美國之聲》（2018—2021、2023年） - 《凯莉·克拉克森秀》（2019年至今） - 《美國歌唱大賽》（2022年） |

## 图书作品
- Clarkson, Kelly. . New York: HarperCollins. 2016. ISBN 978-0-0624-2756-4.
- Clarkson, Kelly. . New York: HarperCollins. 2017. ISBN 978-0-0626-9764-6.